# Resolução 2 do Conselho de Segurança das Nações Unidas
Resolução 2 do Conselho de Segurança das Nações Unidas, adotada em 30 de janeiro de 1946, incentivou o Irã e a União Soviética em resolver seu conflito sobre as tropas soviéticas que ocupavam território iraniano. O Conselho de Segurança pediu para ser informado sobre as negociações entre os dois lados a qualquer momento.
A resolução foi aprovada por unanimidade.